# 徳田耕一
徳田 耕一（とくだ こういち、1952年（昭和27年）11月1日 - ）は、日本の交通ジャーナリスト、作家、評論家。

## 概要
鉄道に関する時事評論や紀行文、旅行ガイドを数多く発表している。特に中京圏（東海3県）の鉄道に関しては、自らの出身・在住地であるためか多くの著作がある。
北海道函館市の「はこだて観光大使」に任命されている。また台湾鉄路管理局の台鉄之友でもある。

## 主な経歴
愛知県名古屋市出身。名城大学附属高等学校、名城大学法学部卒業。名古屋市在住で中部地方の交通ジャーナリストとして活動。叔父の経営するパナソニックショップ徳田ラジオ商会の手伝いの傍ら、鉄道をメインに交通全般と旅、観光をテーマに執筆活動を続ける。
旅行業界での経験もあり、名古屋観光専門学校、名古屋外語専門学校（現在の名古屋外語・ホテル・ブライダル専門学校）で教諭を務め、現在は鈴鹿大学国際学部国際学科観光ビジネス領域で客員教授となっているほか、文化センターで旅行、交通、観光学の教鞭もとる。また製菓会社の運営にも参加し、観光土産の企画や販路の拡大なども手がけている。また、名古屋鉄道（名鉄）の料金改定公聴会にも、会社側推薦人として多々出席している。
1980年（昭和55年）11月には、名鉄犬山線の新名古屋駅（現在の名鉄名古屋駅）～岩倉駅間で定期列車に名鉄7700系電車2両を併結した団体列車「ことぶき」号を運転し、その中で本人の結婚式の2次会を行った。これが日本初のウエディング列車であるといわれる。
中京圏（東海3県）在住者であるため、東海旅客鉄道（JR東海）・名古屋市交通局・名古屋鉄道（名鉄）・近畿日本鉄道（近鉄）のイメージが強いが、福岡県の西日本鉄道（西鉄）のファンでもある。これは西鉄天神大牟田線の雰囲気が名鉄と酷似していたためと著書で発言している。西鉄の新形式の登場や車両の運行終了などのときは、実際に現地まで取材に出かけている。
「鉄道博士」第1号（JTB能力開発主宰・旅行地理検定協会認定）の称号をもつ。総合旅行業務取扱管理者。
自身の著書「名鉄の廃線を歩く」で普段はマイカー族であることを明言している。
徳田は「名称列車」・「パノラマカー」 を商標登録している。

## 著作一覧
| - まるごとJR東海ぶらり沿線の旅 - まるごと名鉄ぶらり沿線の旅 - まるごと近鉄ぶらり沿線の旅 - まるごと西鉄ぶらり沿線の旅 - ガイド・サハリンの旅 - ガイド・サハリンカムチャッカの旅 - 名鉄パノラマカー 日本初の前面展望式電車の軌跡 | - 名古屋近郊電車のある風景 今昔1・2 - 名古屋市電が走った街 今昔 - 名鉄の廃線を歩く - 名鉄600V線の廃線を歩く - サハリン ワールドガイド - 台湾の鉄道 - 近鉄の廃線を歩く |

## テレビ出演
- そこが知りたい 特捜!板東リサーチ（CBCテレビ）
  - 板東英二に豊橋鉄道や名古屋市電の遺構を案内した。